# ريناتو ميشيل غونزاليس
ريناتو ميشيل غونزاليس (بالإسبانية: Renato Michell González) (4 أكتوبر 1988 بمدينة مكسيكو في المكسيك - ) هو لاعب كرة قدم مكسيكي في مركز الوسط. لعب مع نادي أمريكا ونادي غلوبال وزاكاتيبيك وPotros UAEM ‏ وVenados F.C. ‏ ونادي 3 فبراير.